# Grand Prairie AirHogs
Los Grand Prairie AirHogs son un equipo nuevo de béisbol profesional que jugara en Grand Prairie (Texas). Son miembros del American Association y empezaran a jugar en el 2008. El equipo no está afiliado a ningún equipo de las Ligas Mayores de Béisbol y no son un equipo de ligas menores como piensa alguna gente.
El equipo jugara en el Grand Prairie Ballpark que aun esta por construirse. El nombre de los AirHogs es en referencia a la industria local de aviación.
- Datos: Q5594897